# 芒特普萊森特鎮區 (堪薩斯州艾奇遜縣)
芒特普萊森特鎮區（英語：Mount Pleasant Township）為位在美國堪薩斯州艾奇遜縣的鎮區。2010年美国人口普查中該鎮區人口有864人。

## 歷史
芒特普萊森特鎮區於1855年設立，為艾奇遜縣最初設立的三個鎮區之一。

## 地理
芒特普萊森特鎮區涵蓋面積123.6平方（47.7平方英里），境內無城市設立。

### 墓園
根據美國地質調查局的資料，此鎮區擁有2座墓園：
- 費爾維尤墓園（Fairview Cemetery）
- 朗德芒德墓園（Round Mound Cemetery）

### 溪流
通過此鎮區的溪流有：
- 布拉什溪（Camp Creek）
- 坎普溪（Crooked Creek）
- 斯普林溪（Spring Creek）

## 人口統計
根據2010年美國人口普查，芒特普萊森特鎮區人口有864人，人口密度為6.99人/平方公里。種族方面，97.69%為白人；1.16%為非裔美洲人；0.35%為美洲原住民；0.23%為亞洲人；0%為太平洋島民；0.12%為其他種族；另外有0.46%為兩個或以上的種族。而西班牙裔美國人或拉丁美洲人佔該鎮區人口的1.39%。

## 外部連結
- US-Counties.com
- City-Data.com （页面存档备份，存于）